# Acantholimon komarovii
Acantholimon komarovii är en triftväxtart som beskrevs av Ekaterina Georgiewna Czerniakowska. Acantholimon komarovii ingår i släktet Acantholimon och familjen triftväxter. Inga underarter finns listade i Catalogue of Life.